# Pistorf
Pistorf är en ort och tidigare kommun i Österrike. Den ligger i distriktet Leibnitz i förbundslandet Steiermark.
Kommunen slogs 1 januari 2015 samman med kommunen Gleinstätten.
Kommunen bestod av fyra orter (Ortschaften) (inom parentes invånarantal 1 januari 2024):
- Dornach (77)
- Maierhof (316)
- Pistorf (598)
- Sausal (448)